# Ерол Кадић
Ерол Кадић (Загреб, 19. јун 1955 — Београд, 7. мај 2025) био је српски филмски глумац и редитељ.

## Биографија и каријера
Рођен је 1955. године у Загребу. Дипломирао је глуму на Факултету драмских уметности у Београду у класи професора Арсенија Јовановића 1980. године, а три године касније постајо је стални члан глумачког ансамбла Атељеа 212, где остаје све до пензије 2020. године.
У Атељеу 212 играо је у представама: Корешподенција, Чудо у Шаргану, Ој, Србијо, нигде лада нема, Мајка, Косанчићев венац 7, Велико и нмало, Живот и прикљученија војника Ивана Чонкина, Метастабилни грал, Мај нејм из Митар, Ана, Париска комуна, Кнегиња из Фоли-Бержера, Турнеја, Опера за три гроша, Свети Георгије убива аждаху, Грађанин племић, Краљ Лир, Отац на службеном путу, Ревизор, Детроит и другим. У Студентском културном центру Београд играо је у представама : Корен стабло епилог, Др. Џекил и Мр. Хајд, Добра душа из Сечуана, Дон Жуан.
Бавио се и позоришном режијом. У Атељеу 212 режирао је представе: Пијаниста, Забављач, Џепови пуни камења и Један Пикасо, као и много представа у независној продукцији: Генерали или сродство по оружју, Извињавамо се, много се извињвамо, Џепови пуни камења, Керови...
Режирао је и у Народном позоришту Мостар и Театру Мадленијанум представе: Силвија, Мејрима, Лет изнад кукавичјег гнезда, Мрачна комедија, Дервиш и смрт, Плави анђео...
Остварио је преко 50 улога на филму и телевизији.
Преминуо је 7. маја 2025. године у Београду.

## Филмографија
| Год.       | Назив                                      | Улога                |
| ---------- | ------------------------------------------ | -------------------- |
| 1970-е     |                                            |                      |
| 1979.      | Другарчине                                 | Обрадовић            |
| 1980-е     |                                            |                      |
| 1980.      | Сплав медузе                               | Боривоје Лазаревић   |
| 1981.      | Берлин капут                               |                      |
| 1981.      | Лаф у срцу                                 | доктор правних наука |
| 1981.      | Седам секретара СКОЈ-а (ТВ серија)         | Аугуст Цесарец       |
| 1982.      | Непокорени град (серија)                   | илегалац             |
| 1982.      | Приче преко пуне линије (серија)           |                      |
| 1982.      | Директан пренос                            | Бркић                |
| 1982.      | Другарчине                                 | Обрадовић            |
| 1984.      | Мај нејм из Митар (ТВ)                     | Стјепан Иво Дојчић   |
| 1984.      | О покојнику све најлепше                   | инжењер Југослав     |
| 1984.      | Проклета авлија (ТВ)                       |                      |
| 1984.      | Не тако давно (мини-серија)                |                      |
| 1984.      | Бањица (ТВ серија) (серија)                | Кригер               |
| 1985.      | Црвена барака (ТВ)                         |                      |
| 1987.      | Бeкство из Собиборa                        | бaштован             |
| 1988.      | Вук Караџић (серија)                       | Димитрије Деметар    |
| 1988.      | Случај Хармс                               | пијанац 1            |
| 1988.      | Четрдесет осма — Завера и издаја (серија)  | Михаил Суслов        |
| 1989.      | Свети Георгије убива аждаху                | Трифун пијани        |
| 1989.      | Чудо у Шаргану (ТВ)                        | Танаско              |
| 1989.      | Балкан експрес 2 (серија)                  | Гестапо              |
| 1990-е     |                                            |                      |
| 1990.      | Гала корисница: Атеље 212 кроз векове (ТВ) |                      |
| 1990.      | Старо гвожђе не рђа (кратак филм)          |                      |
| 1993.      | Театар у Срба (серија)                     |                      |
| 1994—1995. | Отворена врата (серија)                    | доктор               |
| 1995.      | Крај династије Обреновић (серија)          |                      |
| 1995.      | Подземље                                   | Јанез                |
| 1993.      | Филомена Мартурано (ТВ)                    | Рикардо              |
| 1996.      | Била једном једна земља (серија)           | Јанез                |
| 1998.      | Судбина једног разума (ТВ)                 |                      |
| 1998.      | Кнегиња из Фоли Бержера (ТВ)               | кувар                |
| 1998.      | Купи ми Елиота                             | Инспектор 2          |
| 2000-е     |                                            |                      |
| 2002.      | Мала ноћна музика                          | доктор Шестић        |
| 2002.      | Држава мртвих                              | словеначки официр    |
| 2003.      | 011 Београд                                | Џеф                  |
| 2004.      | Сан зимске ноћи                            |                      |
| 2006.      | Прича о Џипсију Тролману (ТВ)              | Тристан - СС официр  |
| 2006.      | Ми нисмо анђели 3                          | професор Грунф       |
| 2007.      | С. О. С. - Спасите наше душе               | ТВ водитељ           |
| 2008.      | Чарлстон за Огњенку                        | каменорезац Озрен    |
| 2008.      | Бела лађа 2 (серија)                       | редитељ Мићко        |
| 2008.      | Последња аудијенција (серија)              | Павле Радић          |
| 2009.      | Заувијек млад (серија)                     | Каракашевић          |
| 2008—2009. | Паре или живот (серија)                    | Часлав               |
| 2010-е     |                                            |                      |
| 2008—2010. | Мој рођак са села (серија)                 | Оливер               |
| 2008—2011. | Наша мала клиника (серија)                 | Лепи                 |
| 2011.      | Цват липе на Балкану (ТВ серија)           | Моша Пијаде          |
| 2012.      | Војна академија (ТВ серија)                | Професор електронике |
| 2016.      | Андрија и Анђелка                          | Живорад Џими         |
| 2017.      | Нигде                                      | Карл Билт            |
| 2018.      | Немањићи — рађање краљевине                | Гроф Рупрехт         |
| 2018.      | Шифра Деспот                               | Ханс                 |
| 2018.      | Грофов мотел (серија)                      | Фирер                |
| 2018.      | Погрешан човек                             | Перов пријатељ       |
| 2020-е     |                                            |                      |
| 2021.      | Тајне винове лозе                          | доктор Јоцић         |
| 2021.      | Камионџије д. о. о.                        | доктор               |
| 2021.      | Феликс                                     | Јовица Ракић         |
| 2024.      | Госпођа Скарлет и војвода (серија)         | добродушни           |